# Molières-sur-Cèze
Molières-sur-Cèze település Franciaországban, Gard megyében. Lakosainak száma 1187 fő (2022. január 1.). Molières-sur-Cèze Bessèges, Les Mages, Meyrannes, Robiac-Rochessadoule, Saint-Ambroix és Saint-Jean-de-Valériscle községekkel határos.

## Népesség
A település népességének változása:
| Lakosok száma | 2700 | 2142 | 2151 | 1550 | 1463 | 1437 | 1297 | 1219 | 1209 | 1187 |
|               | 1968 | 1982 | 1990 | 2006 | 2013 | 2015 | 2017 | 2019 | 2020 | 2022 |